# جينيفر جولي
جينيفر جولي (بالإنجليزية: Jennifer Jolly)‏ هي صحفية أمريكية، ولدت في 22 فبراير 1971 في ألاسكا في الولايات المتحدة.